# Suhpalacsa princeps
Suhpalacsa princeps är en insektsart som beskrevs av Gerstaecker 1894. Suhpalacsa princeps ingår i släktet Suhpalacsa och familjen fjärilsländor. Inga underarter finns listade i Catalogue of Life.